# 道の駅あがつま峡
道の駅あがつま峡（みちのえき あがつまきょう）は、群馬県吾妻郡東吾妻町にある町道5284号線の道の駅である。
2014年10月11日にオープンした。施設自体は年中無休だが、「吾妻峡温泉天狗の湯」のみ毎月第2火曜日が定休日となっている。

## 施設
- 駐車場[6]
  - 小型車 80台
  - 大型車 11台
  - 身障者用 4台
- トイレ 計11器
- 農産物直売所 （9:00 - 18:00（4月 - 6月）・9:00 - 19:00（7月 - 8月）・9:00 - 17:00（12月 - 3月））
- 軽食コーナー
- 休憩コーナー
- 吾妻峡温泉天狗の湯（10:00 - 21:00）
- 道路情報コーナー
- 公衆電話
- 多目的広場
- 野外ステージ
- こども広場
- 健康広場
- ウォーキングコース
- ミスト噴水
- ドッグラン
- 遊歩道
- 電気自動車（EV）急速充電器[7]

## 道路
- 東吾妻町道5284号線
  - 国道145号
  - 群馬県道375号林岩下線

## 周辺
- 吾妻渓谷（吾妻峡）
- 松ノ湯温泉
- 川中温泉
- 吾嬬山
- 大平牧場
- 岩島駅（JR吾妻線）